# Перовская, Софья Львовна
Со́фья Льво́вна Перо́вская (1 [13] сентября 1853, Санкт-Петербург — 3 [15] апреля 1881, там же) — член Исполнительного комитета революционной организации «Народная воля». Непосредственно руководила убийством российского императора Александра II. По приказу императора Александра III повешена вместе с остальными участниками покушения на Семёновском плацу. Стала первой женщиной, повешенной в Российской империи.

## Биография

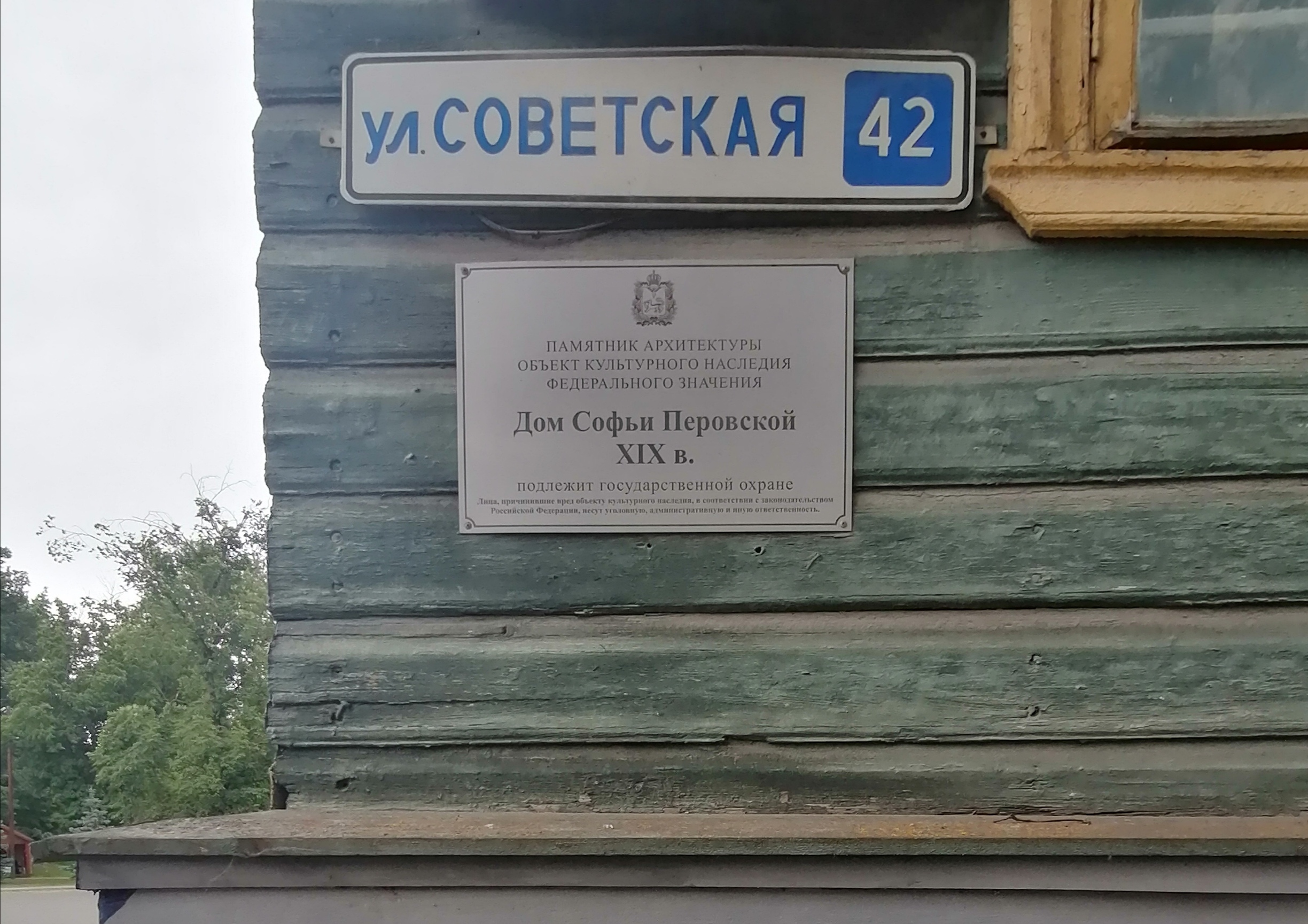
Псков

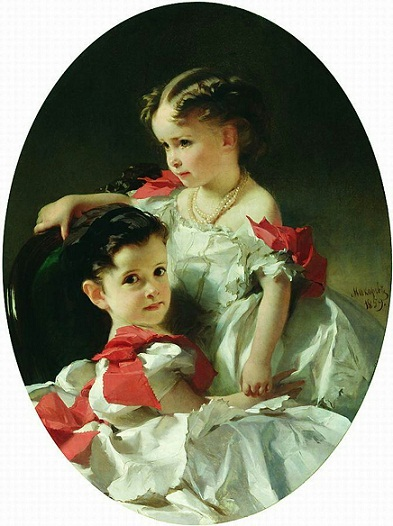
Портрет Марии Львовны и Софьи Львовны Перовских. Картина И. К. Макарова, 1859 г.

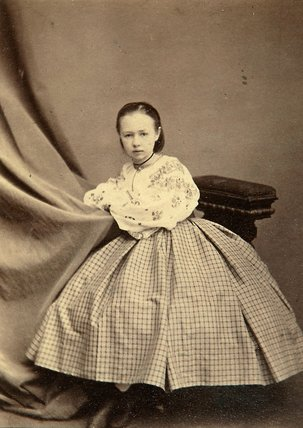
Софья Перовская в 1863 г.

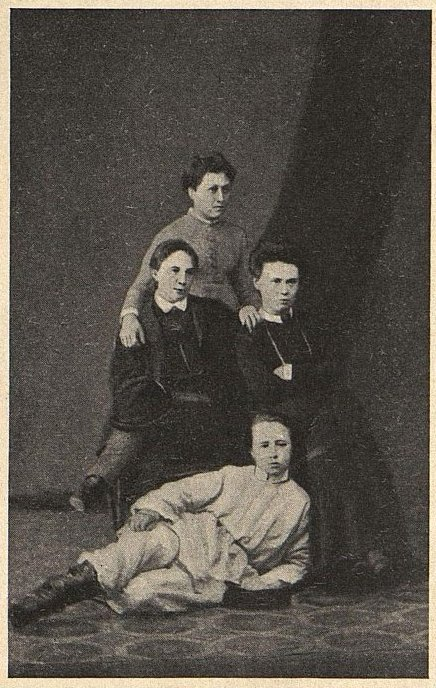
Софья Перовская с подругами. На фото слева направо: Александра Корнилова, Софья Лешерн фон Герцфельд, Вальберг

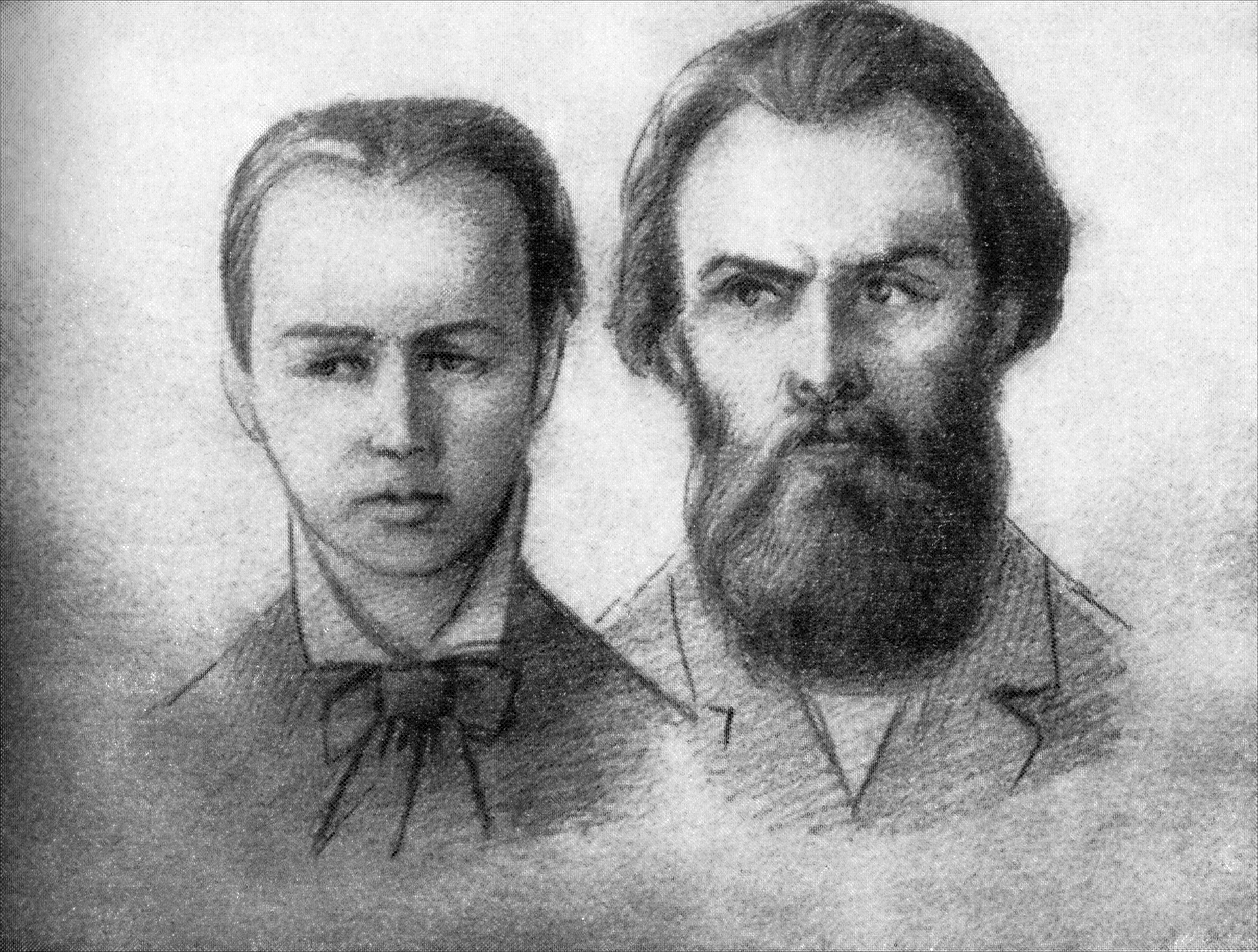
С. Перовская и А. Желябов на суде

Отец, Лев Николаевич Перовский — потомок графа Алексея Кирилловича Разумовского; был губернатором Петербурга, потом членом совета министерства внутренних дел. Мать — Варвара Степановна Веселовская, из небогатой, но старинной русской дворянской семьи. С 1856 года семья жила во Пскове, куда глава семьи получил назначение — вице-губернатором, в одном из лучших по тому времени деревянных домов, купца Курбатова (ныне — ул. Советская, 42).
Детские годы Софьи Перовской (1858—1859, 1867—1869) прошли в имении Кильбурун, а взрослые (1876—1878) — в Симферополе, на территории губернской земской больницы.
В 1869 году поступила на Аларчинские женские курсы, сблизилась с сёстрами Александрой и Верой Корниловыми, создавшими там кружок самообразования. В конце 1870 года, отвергнув требование отца прекратить знакомство с «сомнительными личностями», в 17-летнем возрасте ушла из дома. Жила в доме друзей Веры Корниловой, оттуда (когда отец стал искать её через полицию) уехала в Киев. Возвратилась домой лишь после обещания отца выдать ей паспорт, и в 1871 году добилась получения свидетельства о прохождении курса обучения в объёме мужской гимназии.
В 1871 году создала небольшой народнический кружок, слившийся с кружком М. А. Натансона. В 1872 году члены обоих кружков вошли в кружок Н. В. Чайковского.

Со всеми женщинами в кружке у нас были прекрасные товарищеские отношения. Но Соню Перовскую мы все любили. С Кувшинской и с женой Синегуба, и с другими все здоровались по-товарищески, но при виде Перовской у каждого из нас лицо расцветало в широкую улыбку, хотя сама Перовская мало обращала внимания и только буркнет: «А вы ноги вытрите, не натаскивайте грязи».
— П. А. Кропоткин
Сдала экзамен на диплом народной учительницы, оканчивает фельдшерские курсы.
С 1872 года участвовала в «хождении в народ», работая в школах. В 1873 году в Петербурге организовала конспиративную квартиру и одновременно преподавала рабочим в Петербурге (в их числе Пётр Алексеев). В январе 1874 года была арестована и несколько месяцев провела в тюрьме III Отделения.
В 1876—1877 годах училась и работала в губернской земской больнице Симферополя. Проживала на территории больницы вместе с другими курсистками и, кроме слушания лекций, дежурила по палатам, ухаживала за больными.
В 1877—1878 году была обвиняемой на «Процессе ста девяноста трёх», но была оправдана. Участвовала в неудачной вооружённой попытке освободить осуждённого товарища по кружку — И. Н. Мышкина. Летом 1878 года вновь была арестована и отправлена в ссылку в Олонецкую губернию, но по дороге, воспользовавшись тем, что охранявшие её жандармы заснули, сбежала и перешла на нелегальное положение.
В 1879 году участвовала в Воронежском съезде «Земли и воли», пытаясь предотвратить назревавший раскол. С осени 1879 года — член Исполнительного комитета, а затем Распорядительной комиссии «Народной воли», активный участник создания «Рабочей газеты». В ноябре 1879 года участвовала в подготовке взрыва царского поезда под Москвой. Играла роль жены путевого обходчика Сухорукова (народовольца Л. Н. Гартмана); из домика, в котором они поселились, был проведён подкоп под полотно железной дороги и заложена мина (однако взрыв произошёл после того, как царь миновал опасное место). Весной 1880 года участвовала в подготовке покушения на Александра II в Одессе.
В 1881 году руководила наблюдательным отрядом при покушении на Александра II в Санкт-Петербурге, а после ареста лидера партии А. И. Желябова возглавила заговор и довела до конца, лично начертив план расстановки метальщиков и взмахом белого платка подав И. И. Гриневицкому сигнал бросить бомбу.

Когда я подняла глаза, то увидела, что она дрожит всем телом. Потом она схватила меня за руки, стала нагибаться все ниже и ниже и упала ничком, уткнувшись лицом в мои колени. Так оставалась она несколько минут. Она не плакала, а вся была как в лихорадке. Потом она поднялась и села, стараясь оправиться, но снова судорожным движением схватила меня за руки и стала сжимать их до боли…
— А. М. Эпштейн
Надеясь освободить арестованных товарищей, после цареубийства не покинула Петербург.
10 (22) марта 1881 года была опознана, арестована и предана суду. Обвинителем на нём выступил друг её детства Н. В. Муравьёв.
3 (15) апреля 1881 года Софья Перовская вместе с Желябовым, Н. И. Кибальчичем, Т. М. Михайловым и Н. И. Рысаковым была казнена повешением на плацу Семёновского полка (ныне Пионерская площадь). Тела казнённых были тайно захоронены на Преображенском кладбище. Перовская стала первой русской женщиной, казнённой по политическим мотивам.

Мы затеяли большое дело. Быть может, двум поколениям придётся лечь на нём, но сделать его надо.
— Софья Перовская

## Адреса в Санкт-Петербурге
- Июль 1880 — 28 февраля 1881 года — доходный дом — 2-я Рота, д. 15, кв. 4.

## Память

Памятники Софье Перовской в одноимённом совхозе к северу от Севастополя

### Памятники и музеи
- Памятник Софье Перовской в Калуге был установлен в конце октября 1986 года на улице Софьи Перовской (в настоящее время носит название Воскресенской ул.; на карте города Калуги до сих пор существует тупик Софьи Перовской). Создатель памятника — скульптор Александр Бурганов.
- Памятник Софье Перовской установлен недалеко от Севастополя в одноимённом совхозе.
- В посёлке Любимовка города Севастополя расположен музей Софьи Львовны Перовской.
- В Уфе есть улица, названная в честь Софьи Перовской.
- В Екатеринбурге есть улица, названная в честь Софьи Перовской.
- В Мурманске есть улица, названная в честь Софьи Перовской.
- В г. Армавире Краснодарского края есть улица, названная в честь Софьи Перовской.
- В г. Астрахани есть улица, названная в честь Софьи Перовской.
- В г. Брянск есть улица, названная в честь Софьи Перовской.
- В Нижнем Новгороде есть улица, названная в честь Софьи Перовской.
- В Иркутске есть улица, названная в честь Софьи Перовской.

### Литературные произведения
- В поэме Александра Блока «Возмездие» есть фрагмент с описанием Софьи Перовской («Большой ребячий лоб не скрыт простой и скромною причёской…»).
- Александр Городницкий памяти Софьи Перовской посвятил свою песню о казни Перовской и Желябова «Свадьба»[4]. Также он обращается к ней в песне «Зачем вы убили…».
- Долгий В. Г. Порог: Повесть о Софье Перовской. — М.: Политиздат, 1974. — 439 с. — (Пламенные революционеры).
- Краснов П. Н. Цареубийцы. — М.: Панорама, 1994. — ISBN 5-85220-396-3.
- Трифонов, Юрий Валентинович, роман о народовольцах «Нетерпение»
- Роман Марка Алданова «Истоки»
- Перовская — персонаж исторического романа Эдварда Радзинского «Князь. Записки стукача»
- Исикава Такубоку посвятил Перовской стихотворение «В старом чемодане» (1913). Примечательно, что свою дочь поэт назвал Соней в честь Софьи Перовской.
- Перовская стала одним из прототипов Зины Ломовой (Маевской) — героини романа Сергея Степняка-Кравчинского «Андрей Кожухов»[5].

### Фильмы
- «Софья Перовская» — фильм 1917 года. В роли Перовской — Мария Горичева.
- «Катя — некоронованная царица» — фильм 1959 года, реж. Роберт Сиодмак. В роли Перовской — Франсуаза Брийон.
- «Софья Перовская» — фильм 1967 года, реж. Лео Арнштам, «Мосфильм». В роли Перовской — Александра Назарова.
- «Единственная любовь дочери губернатора» — документальный фильм 2009 года, реж. Елизавета Трусевич, кинокомпания «СтоЛент»).

### В декоративно-прикладном искусстве
- В 1920 году Государственный фарфоровый завод изготовил тарелку с изображением революционерки. Заказ был связан с 40-летием покушения на Александра II[6].

### Названия
Официальным советским марксизмом деятельность народовольцев признавалась политически чуждой, но вместе с тем деятельность цареубийц героизировалась, а их именами назывались различные объекты. Именем Софьи Перовской были названы:
- Улицы во многих населённых пунктах СССР (в том числе с 1918 по 1991 год так называлась Малая Конюшенная улица в Ленинграде, с 1923 по 1990 улица Георгия Ахвледиани в Тбилиси). В городах Шебекино, Нижнем Новгороде, Егорьевске, Иркутске, Твери, Армавире, Астрахани, Таганроге, Воронеже, Новочеркасске, Ярославле, Рыбинске, Туле, Туапсе, Екатеринбурге, Симферополе, Мурманске, Курске, Уфе, Луге, Старой Руссе, Вязьме и Брянске улицы Софьи Перовской существуют до сих пор. До 2018 г. была улица в Киеве (переименована в честь украинской оперной певицы Евгении Мирошниченко).
- Совхоз имени Софьи Перовской под Севастополем.
- Пароход «Софья Перовская» — грузовой пароход дедвейтом 900 тонн. Построен в Англии в 1900 году. Разобран в 1960 году.
- Теплоход «Софья Перовская» — лесовоз типа «Мирный». Построен в Финляндии для ММП, с 1975 года передан БМП.